# Golden Globe-díj a legjobb forgatókönyvnek
A legjobb forgatókönyvnek járó Golden Globe-díjat az 1948-as 5. Golden Globe-gála óta osztja ki a Hollywood Foreign Press Association. 1956 és 1965 között nem adtak át díjat ebben a kategóriában.
2024-ben Justine Triet és Arthur Harari, az Egy zuhanás anatómiája című film forgatókönyvírói vehették át a díjat.

## Győztesek és jelöltek
Győztes mű és forgatókönyvíró(k)
MEGJEGYZÉS: Az Év oszlop az adott művek megjelenési évére utal, a tényleges díjátadó ceremóniát a következő évben rendezték meg.

### 1940-es évek
| Év                  | Magyar cím             | Eredeti cím       | Forgatókönyvíró(k) |
| ------------------- | ---------------------- | ----------------- | ------------------ |
| 1947 (5. gála)      |                        |                   |                    |
| Csoda a 34. utcában | Miracle on 34th Street | George Seaton     |                    |
| 1948 (6. gála)      |                        |                   |                    |
|                     | The Search             | Richard Schweizer |                    |
| 1949 (7. gála)      |                        |                   |                    |
| Csatatér            | Battleground           | Robert Pirosh     |                    |
|                     | Rope of Sand           | Walter Doniger    |                    |

### 1950-es évek
| Év              | Magyar cím         | Eredeti cím                                          | Forgatókönyvíró(k) |
| --------------- | ------------------ | ---------------------------------------------------- | ------------------ |
| 1950 (8. gála)  |                    |                                                      |                    |
| Mindent Éváról  | All About Eve      | Joseph L. Mankiewicz                                 |                    |
| Alkony sugárút  | Sunset Boulevard   | Charles Brackett, Billy Wilder és D. M. Marshman Jr. |                    |
| Aszfaltdzsungel | The Asphalt Jungle | Ben Maddow és John Huston                            |                    |
| 1951 (9. gála)  |                    |                                                      |                    |
|                 | Bright Victory     | Robert Buckner                                       |                    |
| 1952 (10. gála) |                    |                                                      |                    |
| Öt ujj          | 5 Fingers          | Michael Wilson                                       |                    |
| Délidő          | High Noon          | Carl Foreman                                         |                    |
|                 | The Thief          | Clarence Greene és Russell Rouse                     |                    |
| 1953 (11. gála) |                    |                                                      |                    |
| Lili            | Lili               | Helen Deutsch                                        |                    |
| 1954 (12. gála) |                    |                                                      |                    |
| Sabrina         | Sabrina            | Billy Wilder, Ernest Lehman és Samuel A. Taylor      |                    |

### 1960-as évek
| Év                                    | Magyar cím                                       | Eredeti cím                                   | Forgatókönyvíró(k) |
| ------------------------------------- | ------------------------------------------------ | --------------------------------------------- | ------------------ |
| 1965 (23. gála)                       |                                                  |                                               |                    |
| Doktor Zsivágó                        | Doctor Zhivago                                   | Robert Bolt                                   |                    |
| Agónia és extázis                     | The Agony and the Ecstasy                        | Philip Dunne                                  |                    |
| A lepkegyűjtő                         | The Collector                                    | John Kohn és Stanley Mann                     |                    |
| Fekete-fehér                          | A Patch of Blue                                  | Guy Green                                     |                    |
| Gyenge cérna                          | The Slender Thread                               | Stirling Silliphant                           |                    |
| 1966 (24. gála)                       |                                                  |                                               |                    |
| Egy ember az örökkévalóságnak         | A Man for All Seasons                            | Robert Bolt                                   |                    |
| Alfie – Szívtelen szívtipró           | Alfie                                            | Bill Naughton                                 |                    |
| Homokkavicsok                         | The Sand Pebbles                                 | Robert Anderson                               |                    |
| Jönnek az oroszok! Jönnek az oroszok! | The Russians Are Coming, the Russians Are Coming | William Rose                                  |                    |
| Nem félünk a farkastól                | Who's Afraid of Virginia Woolf?                  | Ernest Lehman                                 |                    |
| 1967 (25. gála)                       |                                                  |                                               |                    |
| Forró éjszakában                      | In the Heat of the Night                         | Stirling Silliphant                           |                    |
| A róka                                | The Fox                                          | Lewis John Carlino és Howard Koch             |                    |
| Bonnie és Clyde                       | Bonnie and Clyde                                 | Robert Benton és David Newman                 |                    |
| Diploma előtt                         | The Graduate                                     | Buck Henry és Calder Willingham               |                    |
| Találd ki, ki jön vacsorára!          | Guess Who's Coming to Dinner                     | William Rose                                  |                    |
| 1968 (26. gála)                       |                                                  |                                               |                    |
| Charly – Virágot Algernonnak          | Charly                                           | Stirling Silliphant                           |                    |
| Az ezermester                         | The Fixer                                        | Dalton Trumbo                                 |                    |
| Az oroszlán télen                     | The Lion in Winter                               | James Goldman                                 |                    |
| Producerek                            | The Producers                                    | Mel Brooks                                    |                    |
| Rosemary gyermeke                     | Rosemary's Baby                                  | Roman Polański                                |                    |
| 1969 (27. gála)                       |                                                  |                                               |                    |
| Anna ezer napja                       | Anne of the Thousand Days                        | Bridget Boland, John Hale és Richard Sokolove |                    |
| Butch Cassidy és a Sundance kölyök    | Butch Cassidy and the Sundance Kid               | William Goldman                               |                    |
| Éjféli cowboy                         | Midnight Cowboy                                  | Waldo Salt                                    |                    |
| Ha kedd van, akkor ez Belgium         | If It's Tuesday, This Must Be Belgium            | David Shaw                                    |                    |
| John és Mary                          | John and Mary                                    | John Mortimer                                 |                    |

### 1970-es évek
| Év                           | Magyar cím                         | Eredeti cím                            | Forgatókönyvíró(k) |
| ---------------------------- | ---------------------------------- | -------------------------------------- | ------------------ |
| 1970 (28. gála)              |                                    |                                        |                    |
| Love Story                   | Love Story                         | Erich Segal                            |                    |
| Férjek                       | Husbands                           | John Cassavetes                        |                    |
| M*A*S*H                      | MASH                               | Ring Lardner Jr.                       |                    |
| Öt könnyű darab              | Five Easy Pieces                   | Carole Eastman és Bob Rafelson         |                    |
| Scrooge                      | Scrooge                            | Leslie Bricusse                        |                    |
| 1971 (29. gála)              |                                    |                                        |                    |
| A kórház                     | The Hospital                       | Paddy Chayefsky                        |                    |
| Csakazértis nagypapa         | Kotch                              | John Paxton                            |                    |
| Francia kapcsolat            | The French Connection              | Ernest Tidyman                         |                    |
| Klute                        | Klute                              | Andy és Dave Lewis                     |                    |
| Mária, a skótok királynője   | Mary, Queen of Scots               | John Hale                              |                    |
| 1972 (30. gála)              |                                    |                                        |                    |
| A Keresztapa                 | The Godfather                      | Francis Ford Coppola és Mario Puzo     |                    |
| Avanti!                      | Avanti!                            | Billy Wilder és I. A. L. Diamond       |                    |
| Gyilkos túra                 | Deliverance                        | James Dickey                           |                    |
| Kabaré                       | Cabaret                            | Jay Presson Allen                      |                    |
| Téboly                       | Frenzy                             | Anthony Shaffer                        |                    |
| The Heartbreak Kid           | The Heartbreak Kid                 | Neil Simon                             |                    |
| 1973 (31. gála)              |                                    |                                        |                    |
| Az ördögűző                  | The Exorcist                       | William Peter Blatty                   |                    |
| A nagy balhé                 | The Sting                          | David S. Ward                          |                    |
| A Sakál napja                | The Day of the Jackal              | Kenneth Ross                           |                    |
| Egy kis előkelőség           | A Touch of Class                   | Melvin Frank és Jack Rose              |                    |
| Kimenő éjfélig               | Cinderella Liberty                 | Darryl Ponicsan                        |                    |
| 1974 (32. gála)              |                                    |                                        |                    |
| Kínai negyed                 | Chinatown                          | Robert Towne                           |                    |
| A Keresztapa II.             | The Godfather Part II              | Francis Ford Coppola és Mario Puzo     |                    |
| Egy hatás alatt álló nő      | A Woman Under the Influence        | John Cassavetes                        |                    |
| Magánbeszélgetés             | The Conversation                   | Francis Ford Coppola                   |                    |
| Pokoli torony                | The Towering Inferno               | Stirling Silliphant                    |                    |
| 1975 (33. gála)              |                                    |                                        |                    |
| Száll a kakukk fészkére      | One Flew Over the Cuckoo's Nest    | Bo Goldman és Lawrence Hauben          |                    |
| A cápa                       | Jaws                               | Peter Benchley és Carl Gottlieb        |                    |
| Kánikulai délután            | Dog Day Afternoon                  | Frank Pierson                          |                    |
| Napsugár fiúk                | The Sunshine Boys                  | Neil Simon                             |                    |
| Nashville                    | Nashville                          | Joan Tewkesbury                        |                    |
| 1976 (34. gála)              |                                    |                                        |                    |
| Hálózat                      | Network                            | Paddy Chayefsky                        |                    |
| Az elátkozottak utazása      | Voyage of the Damned               | David Butler és Steve Shagan           |                    |
| Az elnök emberei             | All the President's Men            | William Goldman                        |                    |
| Maraton életre-halálra       | Marathon Man                       | William Goldman                        |                    |
| Rocky                        | Rocky                              | Sylvester Stallone                     |                    |
| Taxisofőr                    | Taxi Driver                        | Paul Schrader                          |                    |
| 1977 (35. gála)              |                                    |                                        |                    |
| Hölgyem, Isten áldja!        | The Goodbye Girl                   | Neil Simon                             |                    |
| Annie Hall                   | Annie Hall                         | Woody Allen és Marshall Brickman       |                    |
| Fordulópont                  | The Turning Point                  | Arthur Laurents                        |                    |
| Harmadik típusú találkozások | Close Encounters of the Third Kind | Steven Spielberg                       |                    |
| Júlia                        | Julia                              | Alvin Sargent                          |                    |
| 1978 (36. gála)              |                                    |                                        |                    |
| Éjféli expressz              | Midnight Express                   | Oliver Stone                           |                    |
|                              | An Unmarried Woman                 | Paul Mazursky                          |                    |
| A szarvasvadász              | The Deer Hunter                    | Deric Washburn                         |                    |
| Hazatérés                    | Coming Home                        | Robert C. Jones és Waldo Salt          |                    |
| Óvakodj a törpétől           | Foul Play                          | Colin Higgins                          |                    |
| Vívódások                    | Interiors                          | Woody Allen                            |                    |
| 1979 (37. gála)              |                                    |                                        |                    |
| Kramer kontra Kramer         | Kramer vs. Kramer                  | Robert Benton                          |                    |
| Isten hozta, Mister!         | Being There                        | Jerzy Kosinski                         |                    |
| Kína-szindróma               | The China Syndrome                 | James Bridges, T. S. Cook és Mike Gray |                    |
| Norma Rae                    | Norma Rae                          | Harriet Frank Jr. és Irving Ravetch    |                    |
| Start két keréken            | Breaking Away                      | Steve Tesich                           |                    |

### 1980-as évek
| Év                                     | Magyar cím                    | Eredeti cím                                     | Forgatókönyvíró(k) |
| -------------------------------------- | ----------------------------- | ----------------------------------------------- | ------------------ |
| 1980 (38. gála)                        |                               |                                                 |                    |
| A kilencedik alakzat                   | The Ninth Configuration       | William Peter Blatty                            |                    |
| A kaszkadőr                            | The Stunt Man                 | Lawrence B. Marcus                              |                    |
| Átlagemberek                           | Ordinary People               | Alvin Sargent                                   |                    |
| Az elefántember                        | The Elephant Man              | Eric Bergren és Christopher De Vore             |                    |
| Dühöngő bika                           | Raging Bull                   | Mardik Martin és Paul Schrader                  |                    |
| 1981 (39. gála)                        |                               |                                                 |                    |
| Az aranytó                             | On Golden Pond                | Ernest Thompson                                 |                    |
| A francia hadnagy szeretője            | The French Lieutenant's Woman | Harold Pinter                                   |                    |
| A négy évszak                          | The Four Seasons              | Alan Alda                                       |                    |
| A szenzáció áldozata                   | Absence of Malice             | Kurt Luedtke                                    |                    |
| Vörösök                                | Reds                          | Warren Beatty és Trevor Griffiths               |                    |
| 1982 (40. gála)                        |                               |                                                 |                    |
| Gandhi                                 | Gandhi                        | John Briley                                     |                    |
| Aranyoskám                             | Tootsie                       | Larry Gelbart és Murray Schisgal                |                    |
| Az ítélet                              | The Verdict                   | David Mamet                                     |                    |
| Eltűntnek nyilvánítva                  | Missing                       | Costa-Gavras és Donald E. Stewart               |                    |
| E. T., a földönkívüli                  | E.T. the Extra-Terrestrial    | Melissa Mathison                                |                    |
| 1983 (41. gála)                        |                               |                                                 |                    |
| Becéző szavak                          | Terms of Endearment           | James L. Brooks                                 |                    |
| A nagy borzongás                       | The Big Chill                 | Barbara Benedek és Lawrence Kasdan              |                    |
| Az öltöztető                           | The Dresser                   | Ronald Harwood                                  |                    |
|                                        | Reuben, Reuben                | Julius J. Epstein                               |                    |
| Rita többet akar – Szebb dalt énekelni | Educating Rita                | Willy Russell                                   |                    |
| 1984 (42. gála)                        |                               |                                                 |                    |
| Amadeus                                | Amadeus                       | Peter Shaffer                                   |                    |
| Gyilkos mezők                          | The Killing Fields            | Bruce Robinson                                  |                    |
| Hely a szívemben                       | Places in the Heart           | Robert Benton                                   |                    |
| Katonatörténet                         | A Soldier's Story             | Charles Fuller                                  |                    |
| Út Indiába                             | A Passage to India            | David Lean                                      |                    |
| 1985 (43. gála)                        |                               |                                                 |                    |
| Kairó bíbor rózsája                    | The Purple Rose of Cairo      | Woody Allen                                     |                    |
| A kis szemtanú                         | Witness                       | William Kelley és Earl W. Wallace               |                    |
| A Prizzik becsülete                    | Prizzi's Honor                | Richard Condon és Janet Roach                   |                    |
| Távol Afrikától                        | Out of Africa                 | Kurt Luedtke                                    |                    |
| Vissza a jövőbe                        | Back to the Future            | Robert Zemeckis és Bob Gale                     |                    |
| 1986 (44. gála)                        |                               |                                                 |                    |
| A misszió                              | The Mission                   | Robert Bolt                                     |                    |
| A szakasz                              | Platoon                       | Oliver Stone                                    |                    |
| Hannah és nővérei                      | Hannah and Her Sisters        | Woody Allen                                     |                    |
| Kék bársony                            | Blue Velvet                   | David Lynch                                     |                    |
| Mona Lisa                              | Mona Lisa                     | Neil Jordan és David Leland                     |                    |
| 1987 (45. gála)                        |                               |                                                 |                    |
| Az utolsó császár                      | The Last Emperor              | Bernardo Bertolucci, Mark Peploe és Enzo Ungari |                    |
| A híradó sztárjai                      | Broadcast News                | James L. Brooks                                 |                    |
| Holdkórosok                            | Moonstruck                    | John Patrick Shanley                            |                    |
| Játékos végzet                         | House of Games                | David Mamet                                     |                    |
| Remény és dicsőség                     | Hope and Glory                | John Boorman                                    |                    |
| 1988 (46. gála)                        |                               |                                                 |                    |
| Üresjárat                              | Running on Empty              | Naomi Foner                                     |                    |
| Dolgozó lány                           | Working Girl                  | Kevin Wade                                      |                    |
| Esőember                               | Rain Man                      | Ronald Bass és Barry Morrow                     |                    |
| Lángoló Mississippi                    | Mississippi Burning           | Chris Gerolmo                                   |                    |
| Sikoly a sötétben                      | Evil Angels                   | Robert Caswell és Fred Schepisi                 |                    |
| 1989 (47. gála)                        |                               |                                                 |                    |
| Született július 4-én                  | Born on the Fourth of July    | Oliver Stone és Ron Kovic                       |                    |
| Az 54. hadtest                         | Glory                         | Kevin Jarre                                     |                    |
| Harry és Sally                         | When Harry Met Sally...       | Nora Ephron                                     |                    |
| Holt költők társasága                  | Dead Poets Society            | Tom Schulman                                    |                    |
| Szemet szemért                         | Do the Right Thing            | Spike Lee                                       |                    |
| Szex, hazugság, videó                  | Sex, Lies, and Videotape      | Steven Soderbergh                               |                    |

### 1990-es évek
| Év                                    | Magyar cím                  | Eredeti cím                          | Forgatókönyvíró(k) |
| ------------------------------------- | --------------------------- | ------------------------------------ | ------------------ |
| 1990 (48. gála)                       |                             |                                      |                    |
| Farkasokkal táncoló                   | Dances with Wolves          | Michael Blake                        |                    |
| A Keresztapa III.                     | The Godfather Part III      | Francis Ford Coppola és Mario Puzo   |                    |
| A szerencse forgandó                  | Reversal of Fortune         | Nicholas Kazan                       |                    |
| Avalon                                | Avalon                      | Barry Levinson                       |                    |
| Nagymenők                             | Goodfellas                  | Nicholas Pileggi és Martin Scorsese  |                    |
| 1991 (49. gála)                       |                             |                                      |                    |
| Thelma és Louise                      | Thelma & Louise             | Callie Khouri                        |                    |
| A bárányok hallgatnak                 | The Silence of the Lambs    | Ted Tally                            |                    |
| Bugsy                                 | Bugsy                       | James Toback                         |                    |
| Grand Canyon                          | Grand Canyon                | Lawrence és Meg Kasdan               |                    |
| JFK – A nyitott dosszié               | JFK                         | Zachary Sklar és Oliver Stone        |                    |
| 1992 (50. gála)                       |                             |                                      |                    |
| Egy asszony illata                    | Scent of a Woman            | Bo Goldman                           |                    |
| A játékos                             | The Player                  | Michael Tolkin                       |                    |
| Egy becsületbeli ügy                  | A Few Good Men              | Aaron Sorkin                         |                    |
| Nincs bocsánat                        | Unforgiven                  | David Webb Peoples                   |                    |
| Szellem a házban                      | Howards End                 | Ruth Prawer Jhabvala                 |                    |
| 1993 (51. gála)                       |                             |                                      |                    |
| Schindler listája                     | Schindler's List            | Steven Zaillian                      |                    |
| Napok romjai                          | The Remains of the Day      | Ruth Prawer Jhabvala                 |                    |
| Philadelphia – Az érinthetetlen       | Philadelphia                | Ron Nyswaner                         |                    |
| Rövidre vágva                         | Short Cuts                  | Robert Altman és Frank Barhydt       |                    |
| Zongoralecke                          | The Piano                   | Jane Campion                         |                    |
| 1994 (52. gála)                       |                             |                                      |                    |
| Ponyvaregény                          | Pulp Fiction                | Quentin Tarantino                    |                    |
| A remény rabjai                       | The Shawshank Redemption    | Frank Darabont                       |                    |
| Forrest Gump                          | Forrest Gump                | Eric Roth                            |                    |
| Kvíz Show                             | Quiz Show                   | Paul Attanasio                       |                    |
| Négy esküvő és egy temetés            | Four Weddings and a Funeral | Richard Curtis                       |                    |
| 1995 (53. gála)                       |                             |                                      |                    |
| Értelem és érzelem                    | Sense and Sensibility       | Emma Thompson                        |                    |
| A rettenthetetlen                     | Braveheart                  | Randall Wallace                      |                    |
| Csendszimfónia                        | Mr. Holland's Opus          | Patrick Sheane Duncan                |                    |
| Ments meg, Uram!                      | Dead Man Walking            | Tim Robbins                          |                    |
| Szerelem a Fehér Házban               | The American President      | Aaron Sorkin                         |                    |
| Szóljatok a köpcösnek!                | Get Shorty                  | Scott Frank                          |                    |
| 1996 (54. gála)                       |                             |                                      |                    |
| Larry Flynt, a provokátor             | The People vs. Larry Flynt  | Scott Alexander és Larry Karaszewski |                    |
| Az angol beteg                        | The English Patient         | Anthony Minghella                    |                    |
| Fargo                                 | Fargo                       | Joel Coen és Ethan Coen              |                    |
| Lone Star – Ahol a legendák születnek | Lone Star                   | John Sayles                          |                    |
| Ragyogj!                              | Shine                       | Jan Sardi                            |                    |
| 1997 (55. gála)                       |                             |                                      |                    |
| Good Will Hunting                     | Good Will Hunting           | Matt Damon és Ben Affleck            |                    |
| Amikor a farok csóválja…              | Wag the Dog                 | Hilary Henkin és David Mamet         |                    |
| Lesz ez még így se!                   | As Good as It Gets          | Mark Andrus és James L. Brooks       |                    |
| Szigorúan bizalmas                    | L.A. Confidential           | Brian Helgeland és Curtis Hanson     |                    |
| Titanic                               | Titanic                     | James Cameron                        |                    |
| 1998 (56. gála)                       |                             |                                      |                    |
| Szerelmes Shakespeare                 | Shakespeare in Love         | Marc Norman és Tom Stoppard          |                    |
| A boldogságtól ordítani               | Happiness                   | Todd Solondz                         |                    |
| Nyomd a sódert!                       | Bulworth                    | Warren Beatty és Jeremy Pikser       |                    |
| Ryan közlegény megmentése             | Saving Private Ryan         | Robert Rodat                         |                    |
| Truman Show                           | The Truman Show             | Andrew Niccol                        |                    |
| 1999 (57. gála)                       |                             |                                      |                    |
| Amerikai szépség                      | American Beauty             | Alan Ball                            |                    |
| A bennfentes                          | The Insider                 | Eric Roth és Michael Mann            |                    |
| A John Malkovich menet                | Being John Malkovich        | Charlie Kaufman                      |                    |
| Árvák hercege                         | The Cider House Rules       | John Irving                          |                    |
| Hatodik érzék                         | The Sixth Sense             | M. Night Shyamalan                   |                    |

### 2000-es évek
| Év                                    | Magyar cím                            | Eredeti cím                                      | Forgatókönyvíró(k) | Ref. |
| ------------------------------------- | ------------------------------------- | ------------------------------------------------ | ------------------ | ---- |
| 2000 (58. gála)                       |                                       |                                                  |                    |      |
| Traffic                               | Traffic                               | Stephen Gaghan                                   | [ 2 ]              |      |
| Majdnem híres                         | Almost Famous                         | Cameron Crowe                                    | [ 2 ]              |      |
| Sade márki játékai                    | Quills                                | Doug Wright                                      | [ 2 ]              |      |
| Számíthatsz rám                       | You Can Count on Me                   | Kenneth Lonergan                                 | [ 2 ]              |      |
| Wonder Boys – Pokoli hétvége          | Wonder Boys                           | Steve Kloves                                     | [ 2 ]              |      |
| 2001 (59. gála)                       |                                       |                                                  | [ 2 ]              |      |
| Egy csodálatos elme                   | A Beautiful Mind                      | Akiva Goldsman                                   | [ 3 ]              |      |
| Az ember, aki ott se volt             | The Man Who Wasn't There              | Joel és Ethan Coen                               | [ 3 ]              |      |
| Gosford Park                          | Gosford Park                          | Julian Fellowes                                  | [ 3 ]              |      |
| Mementó                               | Memento                               | Christopher Nolan                                | [ 3 ]              |      |
| Mulholland Drive – A sötétség útja    | Mulholland Drive                      | David Lynch                                      | [ 3 ]              |      |
| 2002 (60. gála)                       |                                       |                                                  | [ 3 ]              |      |
| Schmidt története                     | About Schmidt                         | Alexander Payne és Jim Taylor                    | [ 4 ]              |      |
| Adaptáció                             | Adaptation.                           | Charlie és Donald Kaufman                        | [ 4 ]              |      |
| Az órák                               | The Hours                             | David Hare                                       | [ 4 ]              |      |
| Chicago                               | Chicago                               | Bill Condon                                      | [ 4 ]              |      |
| Távol a mennyországtól                | Far from Heaven                       | Todd Haynes                                      | [ 4 ]              |      |
| 2003 (61. gála)                       |                                       |                                                  | [ 4 ]              |      |
| Elveszett jelentés                    | Lost in Translation                   | Sofia Coppola                                    | [ 5 ]              |      |
| Amerikában                            | In America                            | Jim Sheridan, Kirsten Sheridan és Naomi Sheridan | [ 5 ]              |      |
| Hideghegy                             | Cold Mountain                         | Anthony Minghella                                | [ 5 ]              |      |
| Igazából szerelem                     | Love Actually                         | Richard Curtis                                   | [ 5 ]              |      |
| Titokzatos folyó                      | Mystic River                          | Brian Helgeland                                  | [ 5 ]              |      |
| 2004 (62. gála)                       |                                       |                                                  |                    |      |
| Kerülőutak                            | Sideways                              | Alexander Payne és Jim Taylor                    | [ 6 ]              |      |
| Aviátor                               | The Aviator                           | John Logan                                       | [ 6 ]              |      |
| Egy makulátlan elme örök ragyogása    | Eternal Sunshine of the Spotless Mind | Charlie Kaufman                                  | [ 6 ]              |      |
| Én, Pán Péter                         | Finding Neverland                     | David Magee                                      | [ 6 ]              |      |
| Közelebb                              | Closer                                | Patrick Marber                                   | [ 6 ]              |      |
| 2005 (63. gála)                       |                                       |                                                  |                    |      |
| Brokeback Mountain – Túl a barátságon | Brokeback Mountain                    | Larry McMurtry és Diana Ossana                   | [ 7 ]              |      |
| Jó estét, jó szerencsét!              | Good Night, and Good Luck.            | George Clooney és Grant Heslov                   | [ 7 ]              |      |
| Match Point                           | Match Point                           | Woody Allen                                      | [ 7 ]              |      |
| München                               | Munich                                | Tony Kushner és Eric Roth                        | [ 7 ]              |      |
| Ütközések                             | Crash                                 | Paul Haggis és Bobby Moresco                     | [ 7 ]              |      |
| 2006 (64. gála)                       |                                       |                                                  | [ 7 ]              |      |
| A királynő                            | The Queen                             | Peter Morgan                                     | [ 8 ]              |      |
| A tégla                               | The Departed                          | William Monahan                                  | [ 8 ]              |      |
| Apró titkok                           | Little Children                       | Todd Field és Tom Perrotta                       | [ 8 ]              |      |
| Bábel                                 | Babel                                 | Guillermo Arriaga                                | [ 8 ]              |      |
| Egy botrány részletei                 | Notes on a Scandal                    | Patrick Marber                                   | [ 8 ]              |      |
| 2007 (65. gála)                       |                                       |                                                  | [ 8 ]              |      |
| Nem vénnek való vidék                 | No Country for Old Men                | Joel és Ethan Coen                               | [ 9 ]              |      |
| Charlie Wilson háborúja               | Charlie Wilson's War                  | Aaron Sorkin                                     | [ 9 ]              |      |
| Juno                                  | Juno                                  | Diablo Cody                                      | [ 9 ]              |      |
| Szkafander és pillangó                | Le Scaphandre et le Papillon          | Ronald Harwood                                   | [ 9 ]              |      |
| Vágy és vezeklés                      | Atonement                             | Christopher Hampton                              | [ 9 ]              |      |
| 2008 (66. gála)                       |                                       |                                                  | [ 9 ]              |      |
| Gettómilliomos                        | Slumdog Millionaire                   | Simon Beaufoy                                    | [ 10 ]             |      |
| A felolvasó                           | The Reader                            | David Hare                                       | [ 10 ]             |      |
| Benjamin Button különös élete         | The Curious Case of Benjamin Button   | Eric Roth                                        | [ 10 ]             |      |
| Frost/Nixon                           | Frost/Nixon                           | Peter Morgan                                     | [ 10 ]             |      |
| Kétely                                | Doubt                                 | John Patrick Shanley                             | [ 10 ]             |      |
| 2009 (67. gála)                       |                                       |                                                  | [ 10 ]             |      |
| Egek ura                              | Up in the Air                         | Jason Reitman és Sheldon Turner                  | [ 11 ]             |      |
| A bombák földjén                      | The Hurt Locker                       | Mark Boal                                        | [ 11 ]             |      |
| Becstelen brigantyk                   | Inglourious Basterds                  | Quentin Tarantino                                | [ 11 ]             |      |
| District 9                            | District 9                            | Neill Blomkamp és Terri Tatchell                 | [ 11 ]             |      |
| Egyszerűen bonyolult                  | It's Complicated                      | Nancy Meyers                                     | [ 11 ]             |      |

### 2010-es évek
| Év                                       | Magyar cím                                | Eredeti cím                                                                     | Forgatókönyvíró(k) |
| ---------------------------------------- | ----------------------------------------- | ------------------------------------------------------------------------------- | ------------------ |
| 2010 (68. gála)                          |                                           |                                                                                 |                    |
| Social Network – A közösségi háló        | The Social Network                        | Aaron Sorkin                                                                    |                    |
| 127 óra                                  | 127 Hours                                 | Simon Beaufoy és Danny Boyle                                                    |                    |
| A gyerekek jól vannak                    | The Kids Are All Right                    | Lisa Cholodenko és Stuart Blumberg                                              |                    |
| A király beszéde                         | The King's Speech                         | David Seidler                                                                   |                    |
| Eredet                                   | Inception                                 | Christopher Nolan                                                               |                    |
| 2011 (69. gála)                          |                                           |                                                                                 |                    |
| Éjfélkor Párizsban                       | Midnight in Paris                         | Woody Allen                                                                     |                    |
| A hatalom árnyékában                     | The Ides of March                         | George Clooney, Grant Heslov és Beau Willimon                                   |                    |
| Pénzcsináló                              | Moneyball                                 | Steven Zaillian és Aaron Sorkin                                                 |                    |
| The Artist – A némafilmes                | The Artist                                | Michel Hazanavicius                                                             |                    |
| Utódok                                   | The Descendants                           | Alexander Payne, Jim Rash és Nat Faxon                                          |                    |
| 2012 (70. gála)                          |                                           |                                                                                 |                    |
| Django elszabadul                        | Django Unchained                          | Quentin Tarantino                                                               |                    |
| Az Argo-akció                            | Argo                                      | Chris Terrio                                                                    |                    |
| Lincoln                                  | Lincoln                                   | Tony Kushner                                                                    |                    |
| Napos oldal                              | Silver Linings Playbook                   | David O. Russell                                                                |                    |
| Zero Dark Thirty – A Bin Láden hajsza    | Zero Dark Thirty                          | Mark Boal                                                                       |                    |
| 2013 (71. gála)                          |                                           |                                                                                 |                    |
| A nő                                     | Her                                       | Spike Jonze                                                                     |                    |
| 12 év rabszolgaság                       | 12 Years a Slave                          | John Ridley                                                                     |                    |
| Amerikai botrány                         | American Hustle                           | Eric Warren Singer és David O. Russell                                          |                    |
| Nebraska                                 | Nebraska                                  | Bob Nelson                                                                      |                    |
| Philomena – Határtalan szeretet          | Philomena                                 | Steve Coogan és Jeff Pope                                                       |                    |
| 2014 (72. gála)                          |                                           |                                                                                 |                    |
| Birdman avagy (A mellőzés meglepő ereje) | Birdman                                   | Alejandro G. Iñárritu, Nicolás Giacobone, Alexander Dinelaris Jr. és Armando Bo |                    |
| A Grand Budapest Hotel                   | The Grand Budapest Hotel                  | Wes Anderson                                                                    |                    |
| Holtodiglan                              | Gone Girl                                 | Gillian Flynn                                                                   |                    |
| Kódjátszma                               | The Imitation Game                        | Graham Moore                                                                    |                    |
| Sráckor                                  | Boyhood                                   | Richard Linklater                                                               |                    |
| 2015 (73. gála)                          |                                           |                                                                                 |                    |
| Steve Jobs                               | Steve Jobs                                | Aaron Sorkin                                                                    |                    |
| Aljas nyolcas                            | The Hateful Eight                         | Quentin Tarantino                                                               |                    |
| A nagy dobás                             | The Big Short                             | Adam McKay és Charles Randolph                                                  |                    |
| A szoba                                  | Room                                      | Emma Donoghue                                                                   |                    |
| Spotlight – Egy nyomozás részletei       | Spotlight                                 | Tom McCarthy és Josh Singer                                                     |                    |
| 2016 (74. gála)                          |                                           |                                                                                 |                    |
| Kaliforniai álom                         | La La Land                                | Damien Chazelle                                                                 |                    |
| A préri urai                             | Hell or High Water                        | Taylor Sheridan                                                                 |                    |
| A régi város                             | Manchester by the Sea                     | Kenneth Lonergan                                                                |                    |
| Éjszakai ragadozók                       | Nocturnal Animals                         | Tom Ford                                                                        |                    |
| Holdfény                                 | Moonlight                                 | Barry Jenkins                                                                   |                    |
| 2017 (75. gála)                          |                                           |                                                                                 |                    |
| Három óriásplakát Ebbing határában       | Three Billboards Outside Ebbing, Missouri | Martin McDonagh                                                                 |                    |
| A Pentagon titkai                        | The Post                                  | Liz Hannah és Josh Singer                                                       |                    |
| A víz érintése                           | The Shape of Water                        | Guillermo del Toro és Vanessa Taylor                                            |                    |
| Elit játszma                             | Molly's Game                              | Aaron Sorkin                                                                    |                    |
| Lady Bird                                | Lady Bird                                 | Greta Gerwig                                                                    |                    |
| 2018 (76. gála)                          |                                           |                                                                                 |                    |
| Zöld könyv – Útmutató az élethez         | Green Book                                | Nick Vallelonga, Brian Hayes Currie és Peter Farrelly                           |                    |
| A kedvenc                                | The Favourite                             | Deborah Davis és Tony McNamara                                                  |                    |
| Alelnök                                  | Vice                                      | Adam McKay                                                                      |                    |
| Ha a Beale utca mesélni tudna            | If Beale Street Could Talk                | Barry Jenkins                                                                   |                    |
| Roma                                     | Roma                                      | Alfonso Cuarón                                                                  |                    |
| 2019 (77. gála)                          |                                           |                                                                                 |                    |
| Volt egyszer egy Hollywood               | Once Upon a Time in Hollywood             | Quentin Tarantino                                                               |                    |
| Az ír                                    | The Irishman                              | Steven Zaillian                                                                 |                    |
| A két pápa                               | The Two Popes                             | Anthony McCarten                                                                |                    |
| Élősködők                                | Parasite                                  | Pong Dzsunho és Han Dzsinvon                                                    |                    |
| Házassági történet                       | Marriage Story                            | Noah Baumbach                                                                   |                    |

### 2020-as évek
| Év                           | Magyar cím                        | Eredeti cím                           | Forgatókönyvíró(k) |
| ---------------------------- | --------------------------------- | ------------------------------------- | ------------------ |
| 2020 (78. gála)              |                                   |                                       |                    |
| A chicagói 7-ek tárgyalása   | The Trial of the Chicago 7        | Aaron Sorkin                          |                    |
| A nomádok földje             | Nomadland                         | Chloé Zhao                            |                    |
| Az apa                       | The Father                        | Florian Zeller és Christopher Hampton |                    |
| Ígéretes fiatal nő           | Promising Young Woman             | Emerald Fennell                       |                    |
| Mank                         | Mank                              | Jack Fincher (posztumusz)             |                    |
| 2021 (79. gála)              |                                   |                                       |                    |
| Belfast                      | Belfast                           | Kenneth Branagh                       |                    |
| A kutya karmai közt          | The Power of the Dog              | Jane Campion                          |                    |
| Az élet Ricardóéknál         | Being the Ricardos                | Aaron Sorkin                          |                    |
| Licorice Pizza               | Licorice Pizza                    | Paul Thomas Anderson                  |                    |
| Ne nézz fel!                 | Don't Look Up                     | Adam McKay                            |                    |
| 2022 (80. gála)              |                                   |                                       |                    |
| A sziget szellemei           | The Banshees of Inisherin         | Martin McDonagh                       |                    |
| A Fabelman család            | The Fabelmans                     | Steven Spielberg és Tony Kushner      |                    |
| A nők beszélnek              | Women Talking                     | Sarah Polley                          |                    |
| Minden, mindenhol, mindenkor | Everything Everywhere All at Once | Daniel Kwan és Daniel Scheinert       |                    |
| Tár                          | Tár                               | Todd Field                            |                    |
| 2023 (81. gála)              |                                   |                                       |                    |
| Egy zuhanás anatómiája       | Anatomie d'une chute              | Justine Triet és Arthur Harari        |                    |
| Barbie                       | Barbie                            | Greta Gerwig és Noah Baumbach         |                    |
| Előző életek                 | Past Lives                        | Celine Song                           |                    |
| Megfojtott virágok           | Killers of the Flower Moon        | Eric Roth és Martin Scorsese          |                    |
| Oppenheimer                  | Oppenheimer                       | Christopher Nolan                     |                    |
| Szegény párák                | Poor Things                       | Tony McNamara                         |                    |
| 2024 (82. gála)              |                                   |                                       |                    |
| Konklávé                     | Conclave                          | Peter Straughan                       |                    |
| Emilia Pérez                 | Emilia Pérez                      | Jacques Audiard                       |                    |
| Anora                        | Anora                             | Sean Baker                            |                    |
| A brutalista                 | The Brutalist                     | Brady Corbet és Mona Fastvold         |                    |
| Rokonszenvedés               | A Real Pain                       | Jesse Eisenberg                       |                    |
| A szer                       | The Substance                     | Coralie Fargeat                       |                    |